# 헤리자우역
헤리자우역(독일어: Bahnhof Herisau)은 스위스 아펜첼아우서로덴주의 헤리자우에 있는 기차역이다. 이 역은 1,435mm 쥐토스트반의 표준궤 보덴제-토겐부르크선과 아펜첼 철도의 1,000 mm 미터궤 고사우-바서라우엔선에 위치한 중간역이다. 두 회사 모두 역광장으로 구분된 별도의 트랙과 시설을 보유하고 있다.

## 레이아웃
헤리자우는 동서로 1,435mm 표준궤 쥐토스트반(SOB)의 보덴제–토겐부르크선과 남북으로 1,000 mm 아펜첼 철도(AB)의 미터궤 고사우–바서라우엔선을 서비스한다. SOB는 역광장 북쪽에 3개의 트랙(Nos. 1-3)을 제공하는 두 개의 플랫폼을 가지고 있다. AB도 비슷한 위치에 있으며, 역광장 남쪽의 11-13번 트랙에 두 개의 플랫폼이 있다.
역에 대한 접근성을 개선하고, 부지 일부를 재개발하기 위한 주요 프로젝트가 진행 중이다. 이 프로젝트는 아펜첼 철도 트랙과 플랫폼을 남쪽으로 짧은 거리로 이동시켜 역광장에서 새로운 버스 승차 구역을 건설할 수 있도록 한다. 더 큰 처리량을 제공하는 것 외에도 이 승차 구역은 장애인이 이용할 수 있다. 역 서쪽에 있는 역광장와 역거리 교차로에 원형 교차로를 건설하면 교통 혼잡이 더욱 줄어들 것이다. 건설 작업은 2021년 1월에 시작되었다. 전체 프로젝트는 2028년까지 완료될 것으로 예상된다.

## 운행편
2020년 12월 시간표 변경으로 헤리자우에서 다음 서비스가 정차한다.
- 포어알펜 익스프레스 : 루체른과 장크트갈렌 사이의 보덴제–토겐부르크선을 통해 매시간 운행.
- 레기오익스프레스 : 보덴제–토겐부르크선을 통해 콘스탄츠까지 매시간 운행.
- 장크트갈렌 S-반 :
  - S2: 네슬라우-노이 장크트요한과  알트슈테텐 SG 사이의 보덴제-토겐부르크선을 통한 매 시간 운행
  - S4: 자르간스를 경유해 보덴제-토겐부르크선을  통해 매시간 운행 (순환 운행)
  - S23: 고사우 SG와 바서라우엔 사이에 고사우-바서라우엔선을 통해 30분 간격으로 운행
  - S81: 장크트갈렌까지 보덴제-토겐부르크선을 통해 매시간 운행

S2와 S4는 바트빌과 알트슈테텐 SG 사이를 30분 간격으로 운행한다. 보덴제-토겐부르크선의 다양한 서비스는 헤리자우와 장크트갈렌 사이에 약 11분 간격으로 기차를 제공한다.